# ISO 13485
ISO 13485 – System zarządzania jakością dla wyrobów medycznych, opracowany w zgodzie z wymaganiami systemu ISO 9001. Jest to system możliwy do wdrożenia zarówno osobno, jak i łącznie z normą ISO 9001.
ISO 13485 to międzynarodowa norma zawierająca wymagania dotyczące wyrobów medycznych, której celem jest zagwarantowanie najwyższej jakości wyrobów oraz ich zgodności z wymaganiami prawnymi i oczekiwaniami klientów.
Korzyści wynikające z wdrożenia normy ISO 13485:
- podniesienie bezpieczeństwa oferowanych urządzeń medycznych
- lepsza jakość usług
- ograniczenie możliwości wystąpienia produktu niezgodnego oraz zmniejszenie ilości reklamacji
- uporządkowanie lub opracowanie prawidłowej dokumentacji systemu zarządzania
- wzrost konkurencyjności firmy
- możliwość dostępu do rynku krajowego i zagranicznego
- wzrost prestiżu firmy

Wdrożenie ISO 13485 opiera się na analizie wystąpienia możliwego ryzyka dla użytkowników wyrobów medycznych oraz opracowaniu metod korygujących, służący zapobieganiu temu ryzyku i dostosowaniu oferowanych wyrobów do obowiązujących norm prawnych.
Wdrożenie ISO 13485 powinno obejmować:
- analizę firmy w postaci Audytu Zerowego
- opracowanie harmonogramu wdrażania
- wdrożenie systemu
- szkolenie dla kadry kierowniczej i pracowników
- szkolenie Audytora Wewnętrznego ISO 13485
- wykonanie Audytów Wewnętrznych
- przygotowanie do certyfikacji